# ASD Nibbiano Valtidone
El ASD Nibbiano & Valtidone es un club de fútbol italiano de la ciudad de Nibbiano (Piacenza), en Emilia-Romaña. Fue fundado el 15 de junio de 2016. Actualmente participa en la Eccellenza Emilia-Romagna, correspondiente al quinto nivel de competición del sistema de ligas del fútbol italiano.

## Historia
Fue fundado en el año 2016 en la ciudad de Nibbiano. Tras una temporada en la prima categoría (séptimo nivel) logra el acenso a promozione y un año después a la Eccellenza Emilia-Romagna donde milita actualmente.
En la temporada de 2022/2023 logra su primer título ganando la Copa Italia M.Minetti.

## Estadio
El Nibbiano juega sus encuentros de local en el Campo Sportivo di Nibbiano. 

## Palmarés

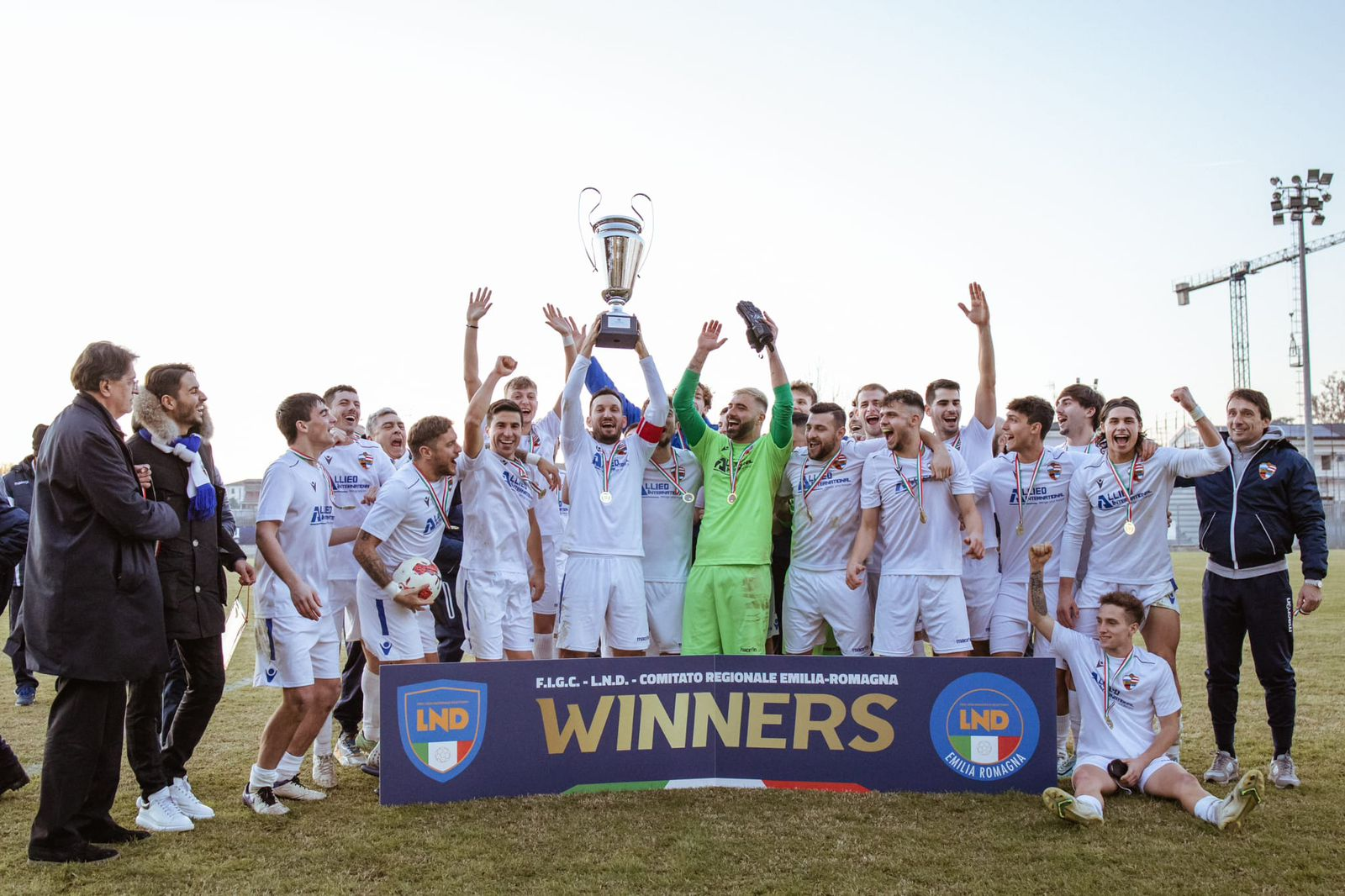

- Coppa Italia M. Minetti: 1

2022/2023